# Secretary of State (US-Bundesstaaten)

Parteizugehörigkeit nach Bundesstaat: Blau für die Demokraten, rot für die Republikaner, in grau hinterlegten Staaten existiert das Amt nicht

Der Secretary of State ist in 47 der 50 Bundesstaaten der Vereinigten Staaten ein hohes politisches Amt, das protokollarisch an dritter Stelle nach dem Gouverneur und dem Vizegouverneur steht. Funktional nimmt er Aufgaben des Innenministers wahr, wobei sich seine Zuständigkeiten auch auf Bereiche der Wirtschaft, Justiz und des Finanzwesens, teilweise sogar der Außenpolitik erstrecken.

## Ausnahmen
Keinen Secretary of State kennen die Verfassungen der Staaten Alaska, Hawaii und Utah; hier übernimmt der Vizegouverneur die Aufgaben des Secretary of State. In Massachusetts, Pennsylvania und Virginia wird das Amt zwar offiziell Secretary of the Commonwealth genannt, aber man zählt deren Amtsträger dennoch zu den Secretaries of State.
In der Regierung der Vereinigten Staaten wird der Außenminister der Vereinigten Staaten ebenfalls als Secretary of State (United States Secretary of State) bezeichnet.

## Wahl
In 35 Staaten, darunter Kalifornien und Illinois, wird der Secretary of State direkt vom Volk gewählt; die Amtszeit beträgt dabei vier Jahre. Ein Secretary of State kann in den meisten Staaten wie ein Kongressabgeordneter oder US-Senator beliebig oft wiedergewählt werden. In manchen Bundesstaaten ist die Zahl der Amtsperioden beschränkt. Bekanntheit erlangte Thad A. Eure (1899–1993), der das Amt des Secretary of State von North Carolina von 1936 bis 1989, also über einen Zeitraum von 53 Jahren ausübte.
In weiteren neun Bundesstaaten, darunter Florida, Texas und Oklahoma, ernennt der Gouverneur den Secretary of State mit Zustimmung des Parlaments wie ein Kabinettsmitglied.
In drei Bundesstaaten – Tennessee, Maine und New Hampshire – wählt die jeweilige State Legislature in einer gemeinsamen Sitzung beider Kammern den Secretary of State.

## Aufgaben

### Primäraufgaben
Wie der Wahlvorgang variiert auch der Aufgabenbereich des Secretary of State von Bundesstaat zu Bundesstaat.
Die wichtigste Kompetenz kommt ihm in den Bundesstaaten Arizona, Oregon und Wyoming zu. Da diese drei Staaten keinen Vizegouverneur kennen, übernimmt der Secretary of State im Fall des Todes oder Rücktritts eines Gouverneurs dessen nun vakantes Amt.
Eine weitere wichtige Aufgabe des Secretary of State ist die Organisation von Gouverneurs-, Senats- und Abgeordnetenwahlen, die Kontrolle der parteiinternen Vorwahlen, die Zulassung der Kandidaten zu den Wahlen, die Kontrolle und Aufsicht von Wahlkampfgeldern und -spenden sowie die Aufsicht der Wahl an den Wahltagen selbst und die Aufsicht und Weisungsbefugnis bei eventuell durchzuführenden Nachzählungen.
Bekannt in diesem Zusammenhang wurde Katherine Harris, zwischen 1999 und 2003 Secretary of State von Florida, die bei der nach dem Wahltag der Präsidentschaftswahl 2000 in Florida angesetzten Neuauszählung der Wählerstimmen eine zentrale Rolle spielte. Das Wahlgesetz in Florida sah bei knappen Wahlausgängen eine landesweite maschinelle Neuauszählung in allen Wahlbezirken vor, die einen Tag nach dem Wahltag begann, an der sich allerdings 18 der 66 Wahlbezirke Floridas nicht beteiligten. Während dieser teilweisen Neuauszählung schrumpfte der Vorsprung des Kandidaten George W. Bush bis zum 10. November zunächst auf 327 Stimmen. Harris ließ die maschinelle Neuauszählung mit Verweis auf die unsichere Rechtslage (bei einer größeren Zahl von Wahlzetteln war der jeweilige Wählerwille nicht eindeutig zu erkennen, gesetzliche Handlungsanweisungen dazu gab es nicht) stoppen und verfügte eine Frist für die Ergebnisübermittlung bis zum 14. November, woraufhin das Team von Al Gore eine manuelle Neuauszählung in vier Wahlkreisen beantragte. Der sich dann entwickelnde Rechtsstreit führte zunächst bis zum Obersten Gerichtshof Floridas, der die manuelle Auszählung in zwei Wahlbezirken stoppte, aber in zwei Wahlkreisen genehmigte. Der Oberste Gerichtshof der USA revidierte am 1. Dezember dieses Urteil, stoppte damit alle manuellen Neuauszählungen und bestätigte somit den von Harris am 26. November auf 537 Stimmen festgesetzten Stimmenvorsprung Bushs, so dass sich George W. Bush die Wahlmännerstimmen aus Florida sichern konnte und als Sieger aus dem Rennen um das Weiße Haus hervorging. Harris gab in ihren Memoiren zu, dass ihr das Bush-Wahlkampfteam nach dem Wahltag einen Berater zur Seite gestellt hatte. Monate zuvor hatte Harris Zehntausende Wähler aus den Wählerlisten streichen lassen, als Begründung wurde angeführt, dass es sich um nicht wahlberechtigte Straftäter oder Verstorbene handelte, an der Erstellung der Streichliste war eine private Analyse- und Beratungsfirma beteiligt. Tatsächlich wurden viele Namen einer Streichliste aus Texas übernommen, mit deren Hilfe der Bundesstaat Wähler, die nicht in Texas, sondern in Florida wahlberechtigt waren, herauszufiltern versuchte. Oft handelte es sich um zufällige Namensgleichheiten, zudem waren überdurchschnittlich viele in Florida lebende und registrierte Afroamerikaner von Harris Streichungen betroffen. Die Nutzung der Liste und der Ausschluss von eindeutig wahlberechtigten Wählern stellten einen Verstoß gegen den Voting Rights Act dar und führten gerade wegen des hohen Anteils afroamerikanischer Betroffener zu einer Klage der NAACP.
Bei der Präsidentschaftswahl 2020 spielte der Secretary of State des Bundesstaates Georgia, Brad Raffensperger, ebenfalls eine zentrale Rolle, der Amtsinhaber und Präsidentschaftskandidat der Republikaner Donald Trump kontaktierte nach der Wahl Raffensperger, übte während dieser Telefonkonferenz Druck auf ihn aus und forderte ihn auf noch 11.780 Stimmen zu „finden“, damit die Wahlmännerstimmen Georgias ihm zufielen. Raffensperger und sein Team verteidigten die Haltung, dass es nicht zu Unregelmäßigkeiten in diesem Ausmaß gekommen sei und die gemeldeten Zahlen akkurat seien. Der Mitschnitt der Telefonkonferenz ist das zentrale Beweismittel eines Gerichtsverfahrens in Georgia, in dem sich Trump wegen Wahleinmischung, Falschaussage, der Einreichung falscher Unterlagen und versuchtem Wahlbetrug verantworten muss. Teile der Anklagepunkte umfassen Straftatbestände, die unter den „Rico Act“ fallen, für diese drohen im Falle einer Verurteilung lange Haftstrafen.
Ebenfalls in die Zuständigkeit des Secretary of State fällt die Überwachung des Uniform Commercial Code, des amerikanischen Handelsrechts. Dabei sollen bundesweite Standards bei Vertragsabschlüssen zwischen Unternehmen und dem Bundesstaat gewährleistet werden. Auch ist der Secretary of State oberstes Aufsichtsorgan bei der Gründung von Kapital- und Personengesellschaften.
Ebenfalls in zahlreichen Bundesstaaten ist der Secretary of State der Hüter von Dokumenten der Landesverfassung; in Delaware ist er auch für die ordnungsgemäße Verwahrung der Bill of Rights, der ersten 10 Zusatzartikel zur Verfassung der Vereinigten Staaten verantwortlich. Weiterhin hat der Secretary of State die Leitung des Landesarchivs unter seiner Kontrolle, in dem Dokumente wie Hochzeits-, Adoptions- und Sterbeurkunden ebenso archiviert werden wie Dokumente über An- und Verkäufe von Land.
In 35 Bundesstaaten ernennt der Secretary of State Notare und Rechtsanwälte. Auch ist er der Hüter des Siegels, mit dem staatliche Gesetze gekennzeichnet und verabschiedet werden. In 31 Staaten kommt ihm die Aufgabe zu, das Address Confidentiality Program zu leiten. Dieses sieht vor, dass Opfer sexueller Gewalt und von Stalking ihre neue Adresse gegenüber Behörden nicht bekannt geben müssen; der Secretary of State ist die einzige Person des Staates, die auf diese sensiblen Daten Zugriff hat.

### Sekundäraufgaben
In ungefähr 12 Bundesstaaten verleiht der Secretary of State Berufsgenehmigungen, speziell bei reglementiertem Gewerbe, wie Ärzten, Klempner oder Kosmetikern. In Nevada, Pennsylvania und West Virginia entscheidet allein der Secretary of State, wer als Manager und Agent eines Sportlers auftreten darf. In zwei Staaten muss der Secretary of State die Kompetenzen eines evangelikalen Predigers überprüfen, der Eheschließungen vollzieht.
In einer Reihe von Staaten, inklusive Mississippi, Massachusetts und Wyoming untersteht dem Secretary of State die Leitung des Aktien- und Wertpapier-Marktes.
Ausschließlich in den Staaten Illinois, Maine und Michigan ist der Secretary of State für die Ausstellung von Führerscheinen und Fahrerlaubnissen sowie die Registrierung von Kraftfahrzeugen verantwortlich. In diesen drei Staaten ist er auch für das Eintreiben der Kraftfahrzeugsteuer verantwortlich, die in den übrigen Staaten von der Straßenverkehrsbehörde oder vom zuständigen Verkehrsministerium erhoben wird.
In vielen Staaten ist der Secretary of State für die Verwaltung und Instandhaltung von Öffentlichen Gebäuden (Capitol) und Ländereien verantwortlich; in Mississippi schließt dies auch das Wattenmeer am Golf von Mexiko mit ein. Ebenfalls in etwa fünf Bundesstaaten ist der Secretary of State Verwalter des staatlichen Museums und Bewahrer von historischen Aufzeichnungen.
Der Secretary of State hat in vielen Bundesstaaten auch neben dem Gouverneur gleichberechtigtes Mitspracherecht bei Begnadigungen, speziell im Fall des Verhinderns und Aussetzens der Todesstrafe. In Delaware und Nebraska gibt es zu diesem Zweck das Board of Pardons, bei dem neben dem Gouverneur gesetzlich eine zweite Stimme, die des Secretary of State, vorgesehen ist, um einen Gefangenen zu begnadigen.
Eine weitere Kompetenz, die sich die Bundesstaaten seit den frühen 1980er Jahren selbstständig angeeignet haben, ist verfassungsmäßig nicht unumstritten. So tritt vor allem in wirtschaftlich starken und relevanten Staaten wie etwa New York und Kalifornien der Secretary of State gegenüber ausländischen Wirtschaftsdelegationen in Erscheinung, um Aufträge oder Absatzmärkte vor allem für seinen Bundesstaat zu akquirieren. Außenpolitische Kompetenzen haben verfassungsgemäß eigentlich nur die Vereinigten Staaten insgesamt, vertreten durch den Außenminister der Vereinigten Staaten oder den Präsidenten. Doch in Bundesstaaten, die versuchen, eigene Kompetenzen gegen Washington, D.C. zu stärken, übernimmt der Secretary of State bis zu einem gewissen Grad außenpolitische Funktionen.
In Maine und Kalifornien entscheidet der Secretary of State im Fall von Gouverneurswahlen, bei denen es keinen eindeutigen Sieger gibt, per Los, wer nun gewonnen hat. In Maine trifft dies nur bei parteiinternen Vorwahlen zu, in Kalifornien auch bei der eigentlichen Wahl.

## Besondere Kompetenzen
- In Delaware leitet der Secretary of State die Delaware Commission of Veterans Affairs (Kommission für Veteranen-Angelegenheiten).
- In Indiana ist er für die Regulierung von Autohändlern zuständig; was bedeutet, dass er darauf achtet, dass auf eine bestimmte Quadratmeilenanzahl nur eine bestimmte Anzahl von Autohändlern kommt.
- In New Jersey hat er die Funktion eines Integrations- und Bildungsministers inne: So ist er für die Förderung von Multikulturalismus ebenso zuständig, wie für die Alphabetisierung von Immigranten.
- New Yorks Secretary of State führt die Oberaufsicht über die tausenden Friedhöfe des Bundesstaates. Auch ist er seit 1972 dazu verpflichtet, den Coastal Zone Management Act umzusetzen, ein Bundesgesetz, das vorsieht, die natürlichen Ressourcen der Küstenstaaten für die künftigen Generationen zu bewahren.
- In North Dakota entscheidet der Secretary of State mit Hilfe eines Münzwurfs im Fall einer Wahl, bei der kein Kandidat als eindeutiger Sieger hervorgeht, wer nun das Amt bekommt und als Sieger hervorgeht.
- In South Carolina entscheidet allein der Secretary of State, wer eine Konzession zum Installieren und Verkauf von Kabelfernsehen erhält.
- In South Dakota erteilt allein der Secretary of State Genehmigungen, in der Öffentlichkeit Waffen zu tragen. Dies betrifft insbesondere Sicherheitsunternehmen.

## Derzeitige Amtsinhaber
- Alabama: Wes Allen (R)
- Arizona: Adrian Fontes (D)
- Arkansas: Cole Jester (R)
- Colorado: Jena Griswold (D)
- Connecticut: Stephanie Thomas (D)
- Delaware: Jeffrey W. Bullock (D)
- Florida: Cord Byrd (R)
- Georgia: Brad Raffensperger (R)
- Idaho: Phil McGrane (R)
- Illinois: Alexi Giannoulias (D)
- Indiana: Diego Morales (R)
- Iowa: Paul Pate (R)
- Kalifornien: Shirley Weber (D)
- Kansas: Scott Schwab (R)
- Kentucky: Michael G. Adams (R)
- Louisiana: Nancy Landry (R)
- Maine: Shenna Bellows (D)
- Maryland: Susan C. Lee (D)
- Massachusetts: William F. Galvin (D)
- Michigan: Jocelyn Benson (D)
- Minnesota: Steve Simon (D)
- Mississippi: Michael D. Watson Jr. (R)
- Missouri: Denny Hoskins (R)
- Montana: Christi Jacobsen (R)
- Nebraska: Bob Evnen (R)
- Nevada: Cisco Aguilar (D)
- New Hampshire: David Scanlan (R)
- New Jersey: Tahesha Way (D)
- New Mexico: Maggie Toulouse Oliver (D)
- New York: Walter T. Mosley (D)
- North Carolina: Elaine Marshall (D)
- North Dakota: Michael Howe (R)
- Ohio: Frank LaRose (R)
- Oklahoma: Josh Cockroft (R)
- Oregon: Tobias Read (D)
- Pennsylvania: Al Schmidt (R)
- Rhode Island: Gregg Amore (D)
- South Carolina: Mark Hammond (R)
- South Dakota: Monae Johnson (R)
- Tennessee: Tre Hargett (R)
- Texas: Jane Nelson (R)
- Vermont: Sarah Copeland Hanzas (D)
- Virginia: Kelly Gee (R)
- Washington: Steve Hobbs (D)
- West Virginia: Kris Warner (R)
- Wisconsin: Sarah Godlewski (D)
- Wyoming: Chuck Gray (R)